# 下水街
『下水街』（げすいがい）は、掘骨砕三の成人漫画。短編構成で構想では全3巻になる予定。投稿作・デビュー作を含む掘骨砕三のライフワーク的な作品である。

## 概要
下水街と上の街での出来事を短編形式で描く。虫・獣人、異種生物化・異種生物交をメインに身体変形、ロリ・ショタ、スカトロなど強烈な性的倒錯が描かれるものの登場人物に性的倒錯の自覚が無く、ハッピーエンドやコメディ調の終わり方をするエピソードが多いため、異様ではあるものの一種童話的な世界観が大きな特色である。
上の街
地上に存在する人間の街。昭和中期を思わせる町並みが特徴で、軍隊や工場・学校が存在するなど活発な社会活動が行われている模様。
上の街の住人（特に子ども達）は下水街の存在にはあまり自覚的では無いようであり、下水街の獣人を初めて見た際には例外無く非常に驚いている。

下水街
上の街の地下に存在する半人半虫・獣人・人間達が雑居する街。上の街からの「下水」を資源にした産業や、漁労採集、煙草「朧」の生産（上の街にも出荷を行っている模様）等で生計を経てている様子が描かれている。
住民たちは性的に非常におおらかであるらしく、外見は幼児であっても性についての知識を持っているのが普通。

## 登場人物
オムニバス形式を取っているため、本稿ではシリーズ中に2回以上登場した人物を記述する。
粗目・城傾・魏城（ざらめ・じょうけい・ぎじょう）
シリーズの主人公である女。作者によると下水街は魏城の物語であるとのこと。シリーズ登場時点では少女娼婦を生業にしていたが悪魔「女衒」への性的なサービス（なかば女衒に騙された形だが）の見返りに煙草葉「朧」を授かる。成長し「城傾」と名乗っている時期に上の街のやくざの親分である「魏」に見初められて妻となり、以後「魏城」を名乗るようになる。下水街から上の街へ生活の拠点を移した珍しい人物である。
鐚 紐学（びた ちゅうがく）
下水街で薬屋・鐚屋を営む男。『下水街』『夜に虚就く』では最多登場回数を誇る。『夜に虚就く』は鐚の死が明示されるエピソードで始まり、過去が描かれるなど現時点でのシリーズの中心人物である。
元は上の街で学生をしていたが、弖爾乎波（てにおは）の作った人造人間、茶飯（さくらめし）と恋仲となり下水街へ降りていった。
薬屋としての腕は確かなようである。
弖爾乎波・伊屋（てにおは・いや）
下水街で芸術家・外科医を営む男、弖爾乎波は屋号、伊屋が本名。元は鐚と同じ大学の学生だったが、鐚よりも一足早く下水街に降り、死体を継ぎ合わせて人造人間を作る研究をしていた模様。
初登場時には客観的に見て正気を失っており、複数の人体・動物を繋ぎ合わせた「人形」を作る芸術家として生計を立てていた。歪（ゆがみ）の復讐として少女の体に脳を移植され正気を取り戻すものの、自らの創造物達に激しく陵辱される。この時期には魏城が顧客として登場している。
正気を取り戻した後は少女の姿で外科医を営んでいる。陰間の少年を完全な女性に性転換させるなど高い技術を持つ。
歪（ゆがみ）
弖爾乎波が死体から作った人造人間の少女。器用さを買われ、芸術家時代の弖爾乎波の助手を勤める。
茶飯（さくらめし）
弖爾乎波が死体から作った人造人間の少女。若い頃の鐚に一目惚れし、妻となる。鐚より早く亡くなった模様。
煉瓦（れんが）
鐚の長女、粗目の幼馴染である。粗目と共に悪魔「女衒」への性的なサービスの見返りに食べると媚薬的な作用をもたらす寄生虫の卵を授かる。長じては拾ったり、粗目から買った少女の腹で殖やした子虫を売って生活している。少女達には無理強いをせず愛情を持って接しており、少女達も煉瓦になついている。
土瓶（どびん？）
鐚の次女。弖爾乎波の息子（人造人間？）である天蚕糸（てぐす）の妻となった模様。
丁機（ちんき）
鐚の三女。外見は幼いもののしっかりしており、鐚の死後は鐚の長年の友人である沼（ぬま）の助けを借りて鐚屋を継いでいる。
蛞蝓使い・嗜（なめくじつかい・たしなみ）
下水街で人攫いを営む男。上の街出身、蛞蝓達がさらって来た少年を媚薬を用いて調教、売ることを生業にしている。
少年時代に上の街・下水街双方の住人が利用する酒場で無銭飲食をしようとして捕まり、下水街の存在を知った模様。この時点でも身寄りの無い少年の面倒を見ている。
天蚕糸（てぐす）
弖爾乎波の息子、鐚の弟子として下水街で薬屋・天蚕糸堂を営む。薬屋としての腕は今一つであり、不確かな問診で薬を売って妻の土瓶にたしなめられたりしている。

## 書誌情報

### 単行本
1. 下水街 （2002年5月31日、三和出版）
2. 夜に虚就く （2006年2月10日、三和出版）ISBN 978-4883563487
3. 下水街　新装版　濁淦 （2015年3月27日、三和出版）ISBN 978-4776990413
  - 『下水街』に同人誌『下水街覚え書き纏め 本文編』『補遺編』の二冊と書き下ろしの4コマ漫画を追加したもの。

### 自費出版
1. 下水街覚え書き纏め 本文編 乳から夜に虚就くまで
2. 下水街覚え書き纏め 補遺編
3. 抄描下水街 豚